# マロン・アリ＝ジェヴォリ
マロン・アリ＝ジボーリ（Malon Al-Jiboori、1997年8月1日 - ）は、メジャーリーグラグビー、ヒューストン・セイバーキャッツに所属するラグビー選手。

## プロフィール
- アメリカ合衆国・オクラホマ州タルサ出身[1]。
- ポジションはフランカー(FL)。
- 身長 191cm、体重 100kg
- U20アメリカ代表に選ばれたことがある[2]。
- アメリカ代表キャップは6（2021年2月現在）でラグビーワールドカップ2019のアメリカ代表に選ばれた[3]。
- 7人制アメリカ代表に選ばれたことがある。

## 略歴
サンディエゴ・リージョン、グレンデール・ラプターズを経て、2020年、サンディエゴ・リージョンに復帰。
2021年、イーリング・トレイルファインダーズに加入。
2022年、ヒューストン・セイバーキャッツに加入。